# Robertson (Wyoming)
Robertson es un lugar censo-señalado (CDP) en el Condado de Uinta, Wyoming, Estados Unidos. La población fue de 59 en el censo de 2000.

## Geografía
Robertson se encuentra en las coordenadas 41°11′24″N 110°25′46″O / 41.19000, -110.42944
Según el United States Census Bureau, el CDP tiene un área total 8,1 km ², todos terrestres.

## Demografía
Según el censo del 2000, había 59 personas, 23 hogares , y 18 familias que residían en el CDP. La densidad de población fue de 7.3/km ². La composición racial del CDP era:
- 96.61% Blanco
- 3.39% De dos o más razas.

Había 23 casas de las cuales un 26.1% tenían niños menores de 18 años que vivían con ellos, el 73,9% eran parejas casadas que viven juntas, un 8.7% tenían un cabeza de familia femenino sin presencia del marido y un 17.4% eran no-familias. El 4.3% tenían a alguna persona anciana de 65 años de edad o más. 
En el CDP la separación poblacional era con un 25.4% menores de 18 años, un 3.4% de 18 a 24, el 16.9% de 25 a 44, el 28.8% de 45 a 64, y el 25,4% tenía 65 años de edad o más. La edad media fue de 48 años. Por cada 100 hembras había 90.3 varones. Por cada 100 mujeres mayores de 18 años, había 91,3 hombres. 
La renta mediana para una casa en el CDP era de $ 52.750, y la renta mediana para una familia era de $ 31.875. Los varones tenían una renta mediana de $ 21.875 contra los $ 36.250 para las hembras. El ingreso per cápita para el CDP era de 17.432 dólares. El 10,5% de las familias y el 7,9% de la población vivía por debajo del umbral de la pobreza

## Educación
La educación pública en la comunidad de Robertson está proporcionada por la Escuela del Distrito del Condado de Uinta # 4. El distrito cuenta con cuatro campus:
- Mountain View Elementary School
- Fort Bridger Elementary School
- Mountain View Middle School
- Mountain View High School